# Sea of Light
Sea Of Light — дев'ятнадцятий студійний альбом англійської групи Uriah Heep, який був випущений 23 серпня 1995 року.

## Композиції
1. Against the Odds — 6:12
2. Sweet Sugar — 4:43
3. Time of Revelation — 4:02
4. Mistress of All Time — 5:33
5. Universal Wheels — 5:39
6. Fear of Falling — 4:38
7. Spirit of Freedom — 4:14
8. Logical Progression — 6:12
9. Love in Silence — 6:48
10. Words in the Distance — 4:46
11. Fires of Hell (Your Only Son) — 3:56
12. Dream On — 4:26